# Eleição primária do Partido Republicano de Oklahoma em 2012
A eleição primária do Partido Republicano no Oklahoma em 2012 será realizada em 6 de março de 2012. Oklahoma terá 43 delegados na Convenção Nacional Republicana.

## Resultados
| Eleição primária do Partido Republicano de Oklahoma em 2012 | Eleição primária do Partido Republicano de Oklahoma em 2012 | Eleição primária do Partido Republicano de Oklahoma em 2012 | Eleição primária do Partido Republicano de Oklahoma em 2012 |
| Candidato                                                   | Votos                                                       | Percentagem                                                 | Estimativa de delegados nacionais                           |
| ----------------------------------------------------------- | ----------------------------------------------------------- | ----------------------------------------------------------- | ----------------------------------------------------------- |
| Newt Gingrich                                               | 0                                                           | 0%                                                          | 0                                                           |
| Ron Paul                                                    | 0                                                           | 0%                                                          | 0                                                           |
| Mitt Romney                                                 | 0                                                           | 0%                                                          | 0                                                           |
| Rick Santorum                                               | 0                                                           | 0%                                                          | 0                                                           |
| Michele Bachmann                                            | 0                                                           | 0%                                                          | 0                                                           |
| Herman Cain                                                 | 0                                                           | 0%                                                          | 0                                                           |
| Jon Huntsman                                                | 0                                                           | 0%                                                          | 0                                                           |
| Gary Johnson                                                | 0                                                           | 0%                                                          | 0                                                           |
| Rick Perry                                                  | 0                                                           | 0%                                                          | 0                                                           |
| Totais                                                      |                                                             |                                                             |                                                             |

| Obs: | Desistiu da disputa |